# معبد فوکاگاوا هاچیمان
معبد فوکاگاوا هاچیمان، معبد تومی‌اوکا هاچیمان (به ژاپنی: 富岡八幡宮Tomioka Hachiman-gu) در منطقهٔ کوتو در توکیو، پایتخت ژاپن واقع شده‌است. این معبد در سال ۱۶۲۷ میلادی ساخته شده و به داشتن گل‌های فوجی و ساکورا یا شکوفهٔ گیلاس شهرت دارد. جشن فوکاگاوا هر ساله حوالی روز پانزدهم اگوست در این معبد برگزار می‌شود.

## رسیدن به معبد
- متروی توئی، خط اوادو، ایستگاه مونزن ناکاچو (E 15 ،(門前仲町駅